# دوشه
دوشه (به لهستانی:  Dusze) یک روستا در لهستان است که در گمینا راجووو واقع شده‌است.